# Giorgio De Vincenzi

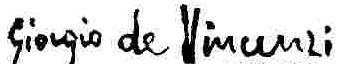
Firma autografa dell'artista

Giorgio De Vincenzi (Ferrara, dicembre 1884 – Bologna, febbraio 1965) è stato un pittore e disegnatore italiano.

## Biografia
Nato a Ferrara nel dicembre del 1884, De Vincenzi non seguì un normale corso di studi accademici, ma per un breve periodo frequentò lo studio del pittore Nicola Laurenti, dove ebbe compagno l'artista Roberto Melli e successivamente strinse amicizia con Filippo de Pisis.
La sua produzione artistica è nella maggior parte dedicata al paesaggio e a scorci della sua città natale, che ritrarrà infatti nei suoi dipinti dei giardini, delle mura alberate, anticipando idealmente l'ambientazione delle Storie Ferraresi di Giorgio Bassani, che divennero poi rinomati film diretti da Vittorio De Sica (Il giardino dei Finzi-Contini) e da Giuliano Montaldo (Gli occhiali d'oro). Intorno al 1928-1929 si trasferì a Bologna, ove morì nel 1965, dopo essersi dedicato completamente alla sua arte, senza essere influenzato dalle varie correnti che ebbero a rivoluzionare il mondo artistico nella prima metà del XX secolo.
De Vincenzi ebbe una personalità di mite e poetico interprete della natura, passando gran parte della sua vita pittorica nell'affinare i mezzi tecnici e cogliere e trasferire sulle tele, nei disegni e nelle acqueforti, gli aspetti estetici di un mondo armonico che l'avanzare del progresso poneva sempre più in un orizzonte distante ed evanescente, prediligendo la pittura en plein air soprattutto di giardini, parchi, orti, serre, baluardi, le Mura di Ferrara.

## Critica
Il critico d'arte bolognese Antonio Meluschi scrive di De Vincenzi:
Per l'esplodere, cantablie e felice dipingere di Giorgio De Vincenzi molti l'hanno voluto accostare a una specie di Van Gogh padano, senza il suo furore ma con la lirica ebrietà dell'olandese per quell'inesprimibile sentirsi parte del paesaggio, oppure as Utrillo la cui Parigi è Ferrara, vincolato alle sue case, alle stradine fuori mano, agli angoli, ai vicoli, ai sagrati, ai muri che grondano anelli di fiori rampicanti, e anche ad un risorto Gauguin per quel naturale primitivismo e la freschezza ingenua dei sensi.
Il giornalista e critico d'arte Roberto Vitali, su L'Unità:
I quadri di De Vincenzi denunciano la presenza di una sensibilità coloristica raffinata che rompe gli schemi della tradizione locale inserendosi nel più ampio discorso della cultura francese... Le vie, le case e i paesaggi si caricano di un intimismo malinconico che mai cade nel banale proprio grazie a quegli effetti luminosi che meglio mettono in risalto una costruzione tutta racchiusa nella propria essenzialità.

## Mostre personali
- 1921, Galleria Vinciana, Milano.
- 1923, Galleria Borgonovo, Milano.
- 1925, Galleria Geri, Milano.
- 1926, Bottega della Poesia, Milano - con presentazione di Carlo Carrà.
- 1943, Galleria di Roma. Roma
- 1952, Galleria Puccini, Ancona
- 1953-54, Sindacato Belle Arti, Bologna
- 1955-56, Camera di Commercio, Ferrara
- 1957, Circolo Artistico, Bologna

Sue opere si trovano presso la Galleria d'Arte Moderna di Bologna; Municipio di Ferrara; Camera di Commercio di Ferrara; Cassa di Risparmio di Ferrara; Museo del Libro di Bruxelles; Gabinetto delle Stampe e Disegni del Museo di Storia dell'Arte dell'Università di Pisa, Museo civico di Belriguardo (tra cui un trittico degli anni Venti restaurato da Antonio Placido Torresi; nel Museo, vi è la Sala dedicata allo scultore Giuseppe Virgili col quale De Vincenzi espose diverse volte) e presso numerosi collezionisti.
Lo scultore Gino Colognesi gli dedicò un ritratto nel 1925, ora a Bondeno, Collezione Grandi.